# Witold Woyda
Witold Woyda (Poznan, 10 de mayo de 1939-Bronxville, 5 de mayo de 2008) fue un deportista polaco que compitió en esgrima, especialista en la modalidad de florete.
Participó en cuatro Juegos Olímpicos de Verano entre los años 1960 y 1972, obteniendo en total cuatro medallas: plata en Tokio 1964, bronce en México 1968 y dos oros en Múnich 1972. Ganó diez medallas en el Campeonato Mundial de Esgrima entre los años 1961 y 1973.

## Palmarés internacional
| Juegos Olímpicos   | Juegos Olímpicos          | Juegos Olímpicos  | Juegos Olímpicos    |
| Año                | Lugar                     | Medalla           | Prueba              |
| ------------------ | ------------------------- | ----------------- | ------------------- |
| 1964               | Tokio (Japón)             | Medalla de plata  | Florete por equipos |
| 1968               | Ciudad de México (México) | Medalla de bronce | Florete por equipos |
| 1972               | Múnich (RFA)              | Medalla de oro    | Florete individual  |
| 1972               | Múnich (RFA)              | Medalla de oro    | Florete por equipos |
| Campeonato Mundial |                           |                   |                     |
| Año                | Lugar                     | Medalla           | Prueba              |
| 1961               | Turín (Italia)            | Medalla de bronce | Florete por equipos |
| 1962               | Buenos Aires (Argentina)  | Medalla de plata  | Florete individual  |
| 1962               | Buenos Aires (Argentina)  | Medalla de bronce | Florete por equipos |
| 1963               | Danzig (Polonia)          | Medalla de plata  | Florete por equipos |
| 1965               | París (Francia)           | Medalla de plata  | Florete por equipos |
| 1966               | Moscú (URSS)              | Medalla de bronce | Florete por equipos |
| 1967               | Montreal (Canadá)         | Medalla de bronce | Florete por equipos |
| 1969               | La Habana (Cuba)          | Medalla de plata  | Florete por equipos |
| 1971               | Viena (Austria)           | Medalla de plata  | Florete por equipos |
| 1973               | Gotemburgo (Suecia)       | Medalla de bronce | Florete por equipos |